# Cymbopogon calciphilus
Cymbopogon calciphilus är en gräsart som beskrevs av Norman Loftus Bor. Cymbopogon calciphilus ingår i släktet Cymbopogon, och familjen gräs. Inga underarter finns listade i Catalogue of Life.